# Міракерні-Муслім (Грама Ніладхарі)
Грама Ніладхарі Міракерні-Муслім (№ 193A) — Грама Ніладхарі підрозділу ОС Еравур-Патту, округ Баттікалоа, Східна провінція, Шрі-Ланка.

## Демографія
| Населення (2007) | Населення (2007) | Населення (2007) | Населення (2007) | Населення (2007) |
| Населення        | Чоловіки         | Жінки            | Діти             | Дорослі          |
| ---------------- | ---------------- | ---------------- | ---------------- | ---------------- |
| 3942             | 1930             | 2012             | 1792             | 2150             |